# Cabane de la baie Hope

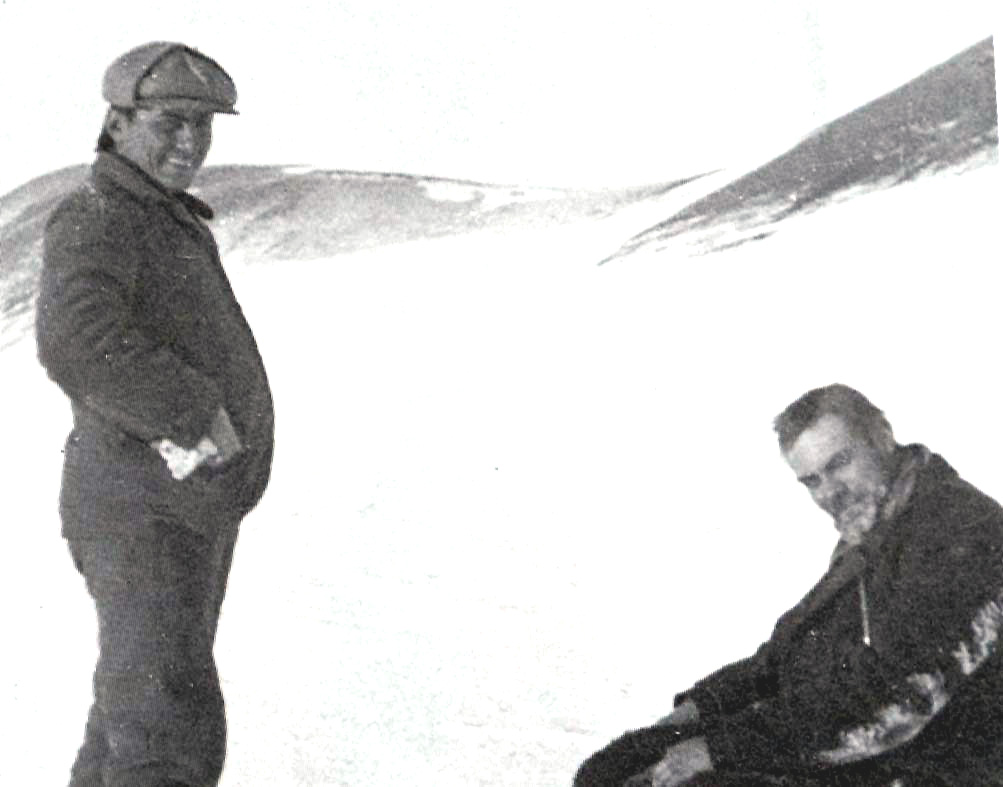
Otto Nordenskjöld (à droite) avec José María Sobral sur l'île Snow Hill.

La cabane de la baie Hope, connue en espagnol sous le nom de Choza de los Suecos (en français : cabane ou hutte des Suédois) ou Cabaña de Bahía Esperanza, est un refuge de pierre, construction précaire érigée en 1902, dans la baie Hope (péninsule de la Trinité), par trois membres du navire Antarctic de l'expédition antarctique suédoise dirigée par Otto Nordenskjold (le naufrage a lieu ultérieurement dans la mer de Weddell),,. La cabane se trouve à proximité de la base Esperanza, datant de 1953, sur un territoire revendiqué par la République argentine : l'Antarctique argentin.
La cabane est classée « Site et monument historique de l'Antarctique » no 39 dans le Traité de l'Antarctique, elle est préservée par l'Argentine et la Suède,. Elle a été déclarée Monument historique national de la République argentine par la loi no 26621, promulguée le 1er septembre 2010.

## Caractéristiques et histoire
Ce lieu, ainsi que ceux de l'île Snow Hill (en espagnol : isla Cerro Nevado) et de l'île Paulet, a servi de refuge pendant plusieurs mois, aux membres de l'expédition antarctique suédoise, à laquelle avait également pris part l'officier de l'Armée argentine, l'enseigne de vaisseau José María Sobral.
Ces refuges permirent la survie des équipages, jusqu'à leur sauvetage par la corvette argentine ARA Uruguay, envoyée à leur secours et commandée par le capitaine Julián Irízar (en). 
Les naufragés sont embarqués entre le 7 et le 11 novembre 1903 et transférés à Buenos Aires, où ils sont accueillis en héros (aussi bien les naufragés que les sauveteurs) le 2 décembre 1903. 
Cet épisode, qui trouve une issue heureuse, renforce le prestige de la République argentine à l'international. Nordenskjöld s'exprime à Buenos Aires avant son retour en Suède : « Je ne trouve pas les paroles pour exprimer ma profonde gratitude ; si vous trouvez des mots très profonds, très sincères, aimables, éternels, écrivez-les, ce seront les miens. »